# Scott Tremaine
Pour les articles homonymes, voir Tremaine.
Scott Duncan Tremaine est un astronome et professeur canadien né à Toronto en 1950.

## Biographie

### Études
Il obtient un B.Sc. de l'université McMaster en 1971, puis un Ph.D. de l'université de Princeton en 1975. 

### Carrière
Il devient ensuite professeur associé au Massachusetts Institute of Technology entre 1981 et 1985, avant de devenir le premier directeur de l’Institut canadien d'astrophysique théorique de  l'université de Toronto en 1986 ; il y reste jusqu’en 1996. En 1995, il est promu « University Professor ». À son départ de l’Institut d’astrophysique théorique, il prend la tête du département d’astrophysique de l'université de Princeton de 1997 à 2006. Il quitte Princeton en 2007 pour rejoindre l’Institute for Advanced Study en tant que professeur ; son ancien poste est repris par David N. Spergel.

## Contributions
On lui doit principalement un modèle d’équation de Boltzmann de la dynamique des anneaux planétaires.

## Publications
- Scott Tremaine est notamment connu pour être le co-auteur, avec James Binney, du livre Galactic Dynamics[3], communément appelé « le Binney et Tremaine » d'après le nom de ses auteurs.

## Distinctions
- 1983 - Prix Helen B. Warner pour l'astronomie
- 1990 - Médaille commémorative Rutherford
- 1990 - Prix Carlyle S. Beals
- 1994 - Membre de la Société royale du Canada
- 1997 - Prix Dannie-Heineman d'astrophysique
- 2002 - Membre de l’Académie nationale des sciences des États-Unis
- 2013 - Prix de la fondation Tomalla
- 2020 - Henry Norris Russell Lectureship (American Astronomical Society)

- L'astéroïde (3806) Tremaine porte son nom.